# Areines
Areines é uma comuna francesa na região administrativa do Centro, no departamento Loir-et-Cher. Estende-se por uma área de 4,83 km². Em 2010 a comuna tinha 833 habitantes (densidade: 172,5 hab./km²).